# 崔玄暐
崔玄暐（639年—706年），本名曅，字玄暐，为避武则天祖父武华之讳而改以字行，恒州井陉县（今河北省石家庄市井陉县）人，祖籍博陵郡安平縣（今河北省衡水市安平县）。與張柬之、敬仲曄等人，乘武則天重病，發動神龍革命，迎立唐中宗復辟，封博陵郡王。后遭韋皇后流放而死。

## 簡介
崔玄暐弱冠以明经及第，解褐汾州孝义、雍州泾阳县尉、高陵渭南主簿、明堂县尉、万年县丞、少府监丞。寻判度支员外、库部员外、天官郎中、凤台舍人。
長安初（701年）為天官侍郎，歷任鳳閣侍郎、同凤阁鸾台平章事，兼太子左庶子。神龙元年加银青光禄大夫，迁中書令、上柱国，封博陵郡开国公。崔玄暐為狄仁傑所提拔。長安四年（704年），武則天派遣鳳閣侍郎崔玄暐，沙門和尚法藏、文綱等前往法門寺，迎佛指舍利到洛陽供養。
張柬之引楊元琰為右羽林將軍，隨後又任命敬仲曄、桓彥範、李湛為左右羽林將軍；並說動右羽林衛大將軍李多祚參加密謀，掌握守衛皇宮的北軍。
神龍元年（705年）正月，張柬之與崔玄暐、桓彥範、敬仲曄、袁恕己等乘武則天病重，發動兵變，史稱神龍革命。率禁軍五百余人，殺入大內，诛杀武則天的男寵张易之、张昌宗兄弟。又逼迫武則天退位，迎太子李顯由玄武門入宮，唐中宗李顯復辟，恢復大唐國號，中宗封張柬之為漢陽王、崔玄暐為博陵王、桓彥範為扶陽王、袁恕己為南陽王、敬仲曄為平陽王，稱為五王，名为尊崇，实为架空，他们的宰相权被剥夺。
旋遭韋皇后與武三思排擠，武三思以五大臣誣陷韋皇后為由，通過唐中宗頒布詔敕，將五大臣流放邊疆。崔玄暐被流放到白州（今廣西博白）死于白州官舍，年六十八；張柬之被流放到襄州（今湖北襄陽），氣憤致死；桓彥範被流放到貴州（今廣西貴港），遭杖殺而死；敬仲曄被流放到崖州（今海南島海口東南），被謀害身亡；袁恕己被流放到環州（今廣西環江），被逼至發瘋，後遭擊殺而死。

## 家庭

### 高祖
- 崔伯謙，北齐南鉅鹿太守

### 曾祖
- 崔孝源，北齐侍御史、行台郎中、青冀二州司马

### 祖父
- 崔綜，字君維，隋朝宁州罗川县县令

### 父母
- 崔慎，字行謹，唐朝华州郑县主簿、雍州醴泉县主簿、泾阳县县丞、宁州丰义县县令、会州司马、沧州胡苏县县令，赠幽州刺史
- 卢氏

### 兄弟
- 崔弁，唐朝大理卿、刑部侍郎、尚书左丞

### 夫人
- 范阳卢氏，唐朝陆浑县县丞、赠益州长史卢元礼第二女，神龍年間進封為博陵郡王妃（為唐朝唯一生前以異姓王夫人身份成為王妃的人，其餘異姓王夫人最高封爵僅為國夫人）[1][2]

### 儿子
- 崔璩，禮部侍郎、博陵郡公
- 崔珪，汾相等州刺史
- 崔瑨，主客郎中
- 崔璆，光禄寺主簿

### 其他
《资治通鉴》称崔损为崔玄暐弟弟的孙子，误。崔损为崔玄暐堂弟崔晷（崔行功儿子）的曾孙。

## 延伸阅读
[在维基数据编辑]
 《舊唐書/卷91》，出自刘昫《舊唐書》
 《新唐書·卷120》，出自《新唐書》